# どうしようか?
「どうしようか?」は、西島隆弘のソロ名義「Nissy」のデビューシングル。2014年11月19日に発売。AAA Party、mu-moショップ、え～ショップ限定で発売。

## 収録曲

### CD
1. どうしようか？ (2:46)
作詞：SHIROSE from WHITE JAM、作曲：SHIROSE from WHITE JAM
2. どうしようか？（instrumental）(2:44)

### DVD
1. どうしようか？（MUSIC VIDEO）
2. どうしようか？（MUSIC VIDEO Making）